# Grand Prix Cycliste de Québec 2016
Il Grand Prix Cycliste de Québec 2016, settima edizione della corsa, valido come ventiquattresimo evento dell'UCI World Tour 2016, si svolse il 9 settembre 2016 a Québec, nell'omonima provincia in Canada su un percorso di 201,6 km. La vittoria fu appannaggio dello slovacco Peter Sagan, che concluse la gara in 5h07'13" alla media di 39,37 km/h, precedendo il belga Greg Van Avermaet e il francese Anthony Roux.
Al traguardo 118 ciclisti, su 168 partenti, portarono a termine la competizione.

## Squadre partecipanti
Partecipano alla competizione 21 squadre: oltre alle 18 formazioni World Tour, gli organizzatori hanno invitato due team con licenza Professional Continental: Direct Énergie e Bora-Argon 18, con l'aggiunta della nazionale canadese. 
| N.      | Cod. | Squadra            |
| ------- | ---- | ------------------ |
| 1-8     | TNK  | Tinkoff            |
| 11-18   | CDT  | Cannondale-Drapac  |
| 21-28   | LTS  | Lotto-Soudal       |
| 31-38   | MOV  | Movistar Team      |
| 41-48   | SKY  | Team Sky           |
| 51-58   | BMC  | BMC Racing Team    |
| 61-68   | KAT  | Team Katusha       |
| 71-78   | EQS  | Etixx-Quick Step   |
| 81-88   | OBE  | Orica-BikeExchange |
| 91-98   | TFS  | Trek-Segafredo     |
| 101-108 | FDJ  | FDJ                |

| N.      | Cod. | Squadra             |
| ------- | ---- | ------------------- |
| 111-118 | AST  | Astana Pro Team     |
| 121-128 | TLJ  | Team Lotto NL-Jumbo |
| 131-138 | ALM  | AG2R La Mondiale    |
| 141-148 | LAM  | Lampre-Merida       |
| 151-158 | TGA  | Team Giant-Alpecin  |
| 161-168 | IAM  | IAM Cycling         |
| 171-178 | DDD  | Team Dimension Data |
| 181-188 | DEN  | Direct Énergie      |
| 191-198 | BOA  | Bora-Argon 18       |
| 201-208 | CAN  | Canada              |

## Ordine d'arrivo (Top 10)
| Pos. | Corridore         | Squadra    | Tempo    |
| ---- | ----------------- | ---------- | -------- |
| 1    | Peter Sagan       | Tinkoff    | 5h07'13" |
| 2    | Greg Van Avermaet | BMC        | s.t.     |
| 3    | Anthony Roux      | FDJ        | s.t.     |
| 4    | Alberto Bettiol   | Cannondale | s.t.     |
| 5    | Michael Matthews  | Orica      | s.t.     |
| 6    | Nathan Haas       | Dimension  | s.t.     |
| 7    | Diego Ulissi      | Lampre     | s.t.     |
| 8    | Bauke Mollema     | Trek       | s.t.     |
| 9    | Petr Vakoč        | Etixx      | s.t.     |
| 10   | Rigoberto Urán    | Cannondale | s.t.     |